# Holbein-Gymnasium Augsburg
Das Holbein-Gymnasium ist ein  naturwissenschaftlich-technologisches und sprachliches Gymnasium in Augsburg. Es liegt in der Innenstadt von Augsburg und ist zugleich Teil der Augsburger Altstadt. Das Holbein-Gymnasium ist mit etwa 1.200 Schülern, die von rund 100 Lehrkräften unterrichtet werden, das größte der zehn Augsburger Gymnasien. Es wurde im Jahre 1833 als Gewerbeschule gegründet und 1877 in eine Kreisrealschule umgewandelt.

## Geschichte
Um 1230 lebte südöstlich des Roten Tors eine Gemeinschaft frommer Frauen unter dem Schutz des Stauferkönigs Konrad IV. Diese Nonnen, die 1246 in den Dominikanerorden eingegliedert wurden, erwarben 1251 ein Grundstück für das Kloster St. Katharina an der Stelle des heutigen Holbein-Gymnasiums. Schon im Spätmittelalter fanden Töchter zahlreicher namhafter Augsburger Familien Aufnahme in St. Katharina.
1498 bis 1503 wurde nach Entwürfen von Burkhard Engelberg(er) der zweite Klosterbau errichtet, dessen Mauern noch heute zu finden sind. Für den Kapitelsaal neben dem Kreuzgang ließen die Nonnen sechs Basilikenbilder von hervorragenden Künstlern malen (1499–1504): Hans Holbein d. Ä. (Santa Maria Maggiore, Sankt Paul vor den Mauern), Hans Burgkmair (Peterskirche, San Giovanni in Laterano, Santa Croce in Gerusalemme), sowie der unbekannte „Meister L. F.“ (San Lorenzo und San Sebastiano auf einer gemeinsamen Darstellung). Diese Basilikenbilder stellen die Hauptkirchen Roms dar, quasi als Ersatz-Pilgerorte. (Die Originale sind in der Staatsgalerie altdeutscher Meister via Schaezlerpalais zu sehen, im Kapitelsaal selbst befinden sich heute Kopien.) Um 1500 schuf Hans Holbein d. Ä. für das Kloster einen Katharinen- und einen Sebastiansaltar.
Hans Holbein der Ältere (1465–1524), der Namenspatron des Gymnasiums, ist als Maler zwischen Spätgotik und Renaissance einzuordnen und beeinflusste durch seine Arbeiten die Portraitkunst des 16. Jahrhunderts.
Die alten Klostergebäude des 1802 aufgelösten Dominikanerinnenkloster St. Katharina bezogen 1834 eine Gewerbe- und eine polytechnische Schule (beide Vorgängereinrichtungen der Hochschule Augsburg), nachdem diese am 11. November 1833 gegründet und zunächst in den Fuggerhäusern untergebracht waren. An Letzterer wurde 1851 die älteste Studentenverbindung der heutigen Technischen Universität München gegründet, das Corps Cisaria, benannt nach der Stadtgöttin Cisa. Die polytechnische Schule entwickelte sich 1864 zur Maschinenbauschule und 1870 zur Industrieschule.

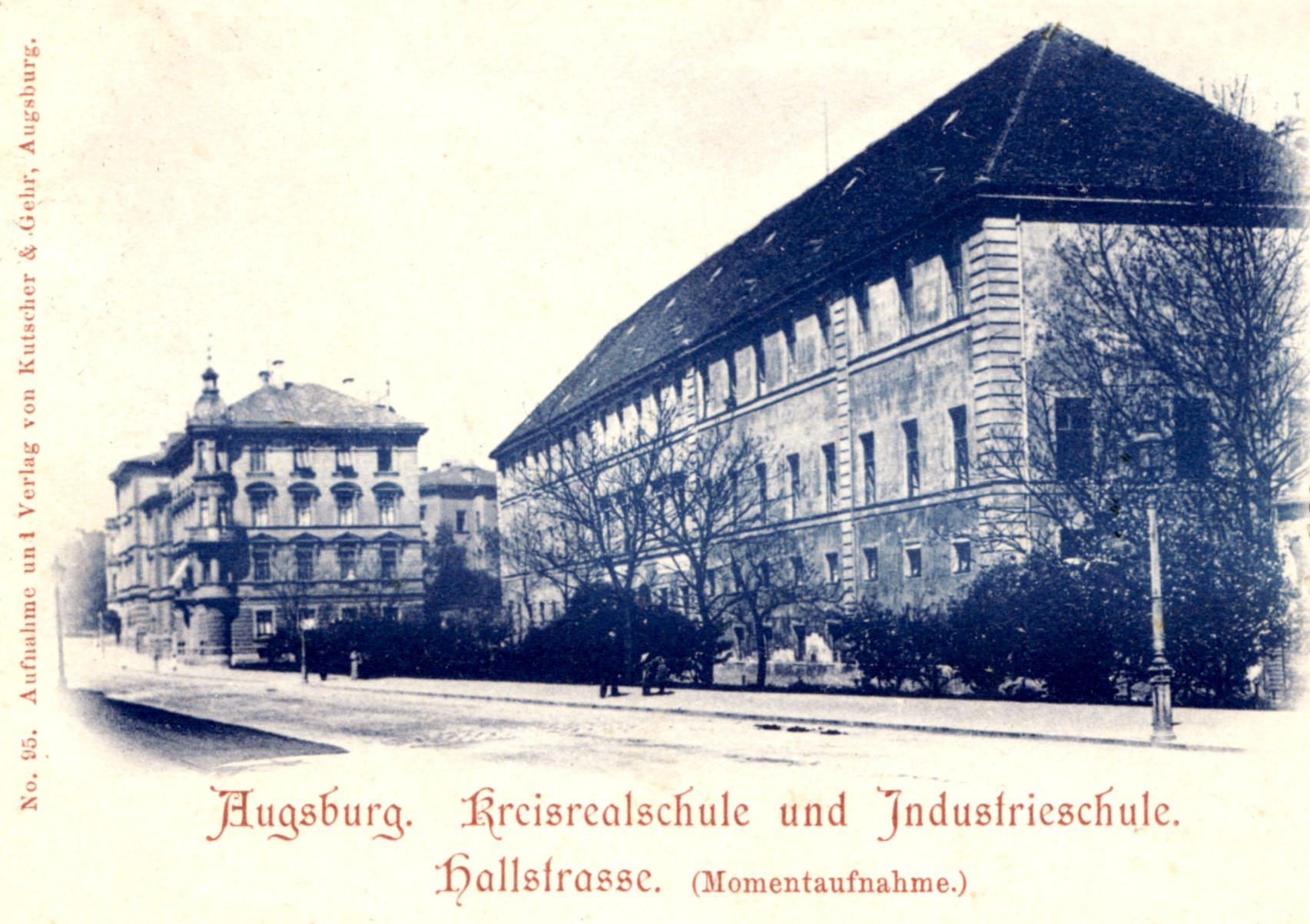
Kreisreal- und Industrieschule Augsburg, um 1895

Aus der Gewerbeschule wurde 1877 die Kreisrealschule und 1907 die Kreisoberrealschule. Nachdem der Staat die Schule 1924 übernommen hatte, erneuerte er sie von 1956 bis 1964 unter Einbeziehung der ehemaligen Mauthalle und gab ihr den Namen Holbein-Oberrealschule. Seit 1965 trägt die Schule die Bezeichnung Holbein-Gymnasium.
1808 ließ König Maximilian I. im ehemaligen Klostergarten die Mauthalle errichten, welche heutzutage als sogenannter „Neubau“ ebenfalls als Schulgebäude genutzt wird.

## Jahresberichte

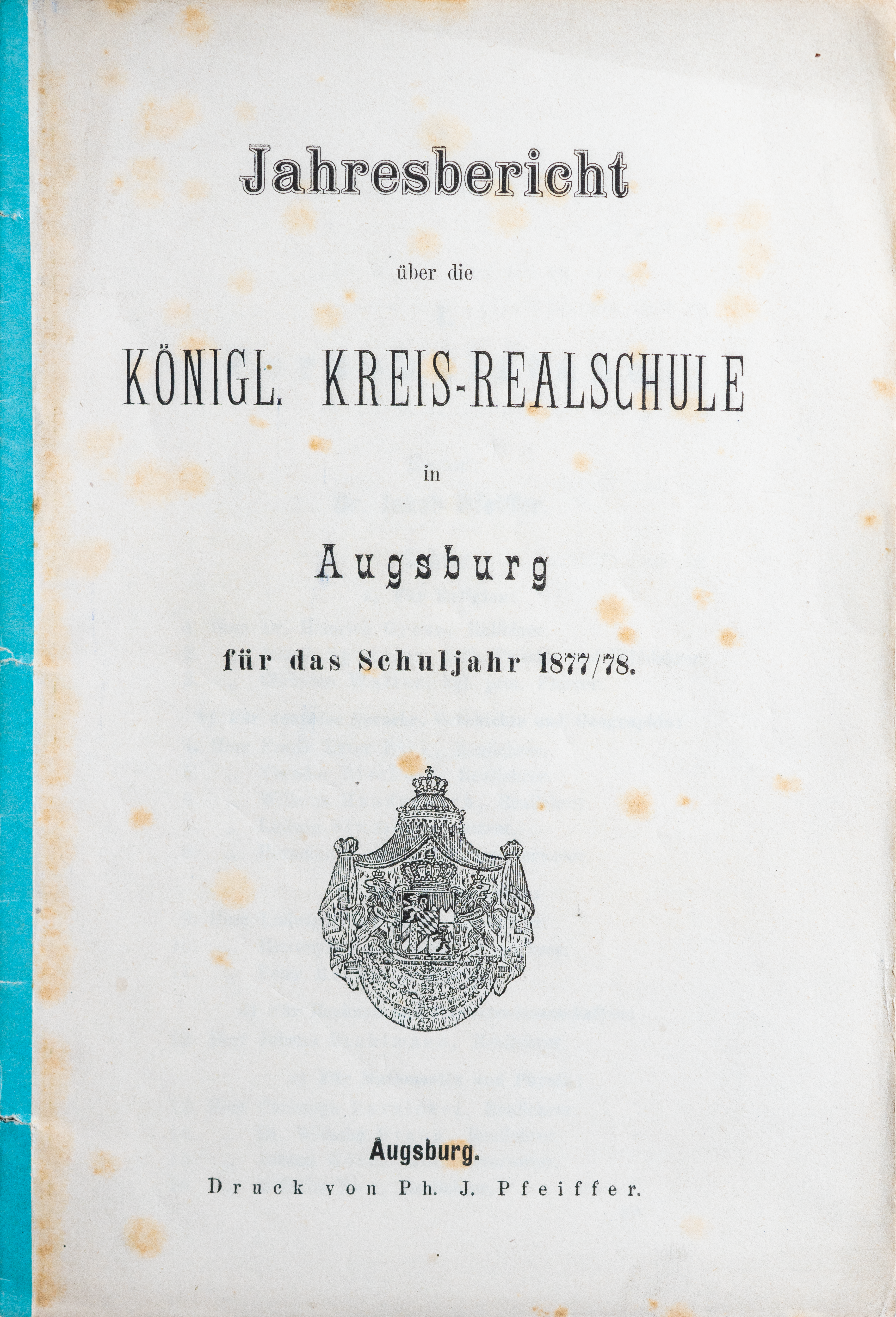
Jahresbericht der Königlichen Kreis-Realschule Augsburg 1877–1878

Die Schule gibt jährlich einen Jahresbericht heraus, der an die Schüler und Lehrer verteilt wird. Mindestens ein Exemplar wird archiviert, sodass dem Holbein-Gymnasium Augsburg die alten Berichte seit der Ausgabe des Jahres 1877 (Jahr der Umwandlung von Gewerbe- zu Kreisrealschule) vorliegen. Zwischen 1920 und 1925 sowie zwischen 1941 und 1948 sind keine Jahresberichte erschienen. Bis zum Jahr 1907 gaben die Königliche Industrieschule und die Königliche Kreis-Realschule einen separaten Jahresbericht, mit ähnlicher visueller Gestaltung, heraus.
In den Berichten sind unter anderem Listen der Schüler zu finden, die nach Klassen sortiert sind.
Bis einschließlich Ausgabe
- 1967–1968 (Schuljahr 135) wurden die Berufe der Eltern[4]
- 1969–1970 (Schuljahr 137) wurde der Wohnort in verschiedenen Stadtteilen oder Vororten[5]
- 1970–1971 (Schuljahr 138) wurde die Konfession[6]
- 2015–2016 (Schuljahr 183) wurde das Geburtsdatum[7]

der Schüler zusätzlich zu deren Vor- und Nachnamen in diesen Listen veröffentlicht.
Seit der Ausgabe 1979–1980 (Schuljahr 147) werden in jedem Jahresbericht Klassenfotos der 5. Jahrgangsstufe veröffentlicht. In den Jahren 2019–2020 wurden die Jahresberichte von einem ehemaligen Schüler digitalisiert.

## Konzept
Alle Ausbildungsrichtungen beginnen mit Englisch als erster Fremdsprache. Zudem werden die Sprachen Französisch, Latein, Italienisch und Spanisch unterrichtet. Als Wahlfach wird auch Chinesisch angeboten, welches von einer chinesischen Dozentin geleitet wird. Die Schule ist seit dem Schuljahr 2005/2006 Partnerschule der Shandong Experimental High School in der Stadt Jinan (Partnerstadt der Stadt Augsburg seit 2004). Des Weiteren wird chinesische Kalligraphie unterrichtet. Außerdem kooperiert das Holbein-Gymnasium seit Mai 2007 mit der TU München. Hierbei werden naturwissenschaftliche Geräte von der TU aufgerüstet, im Gegenzug wirbt die Universität für Studien.

## Schülerzeitung

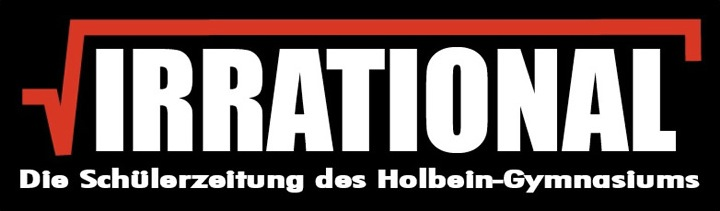
Logo der Schülerzeitung

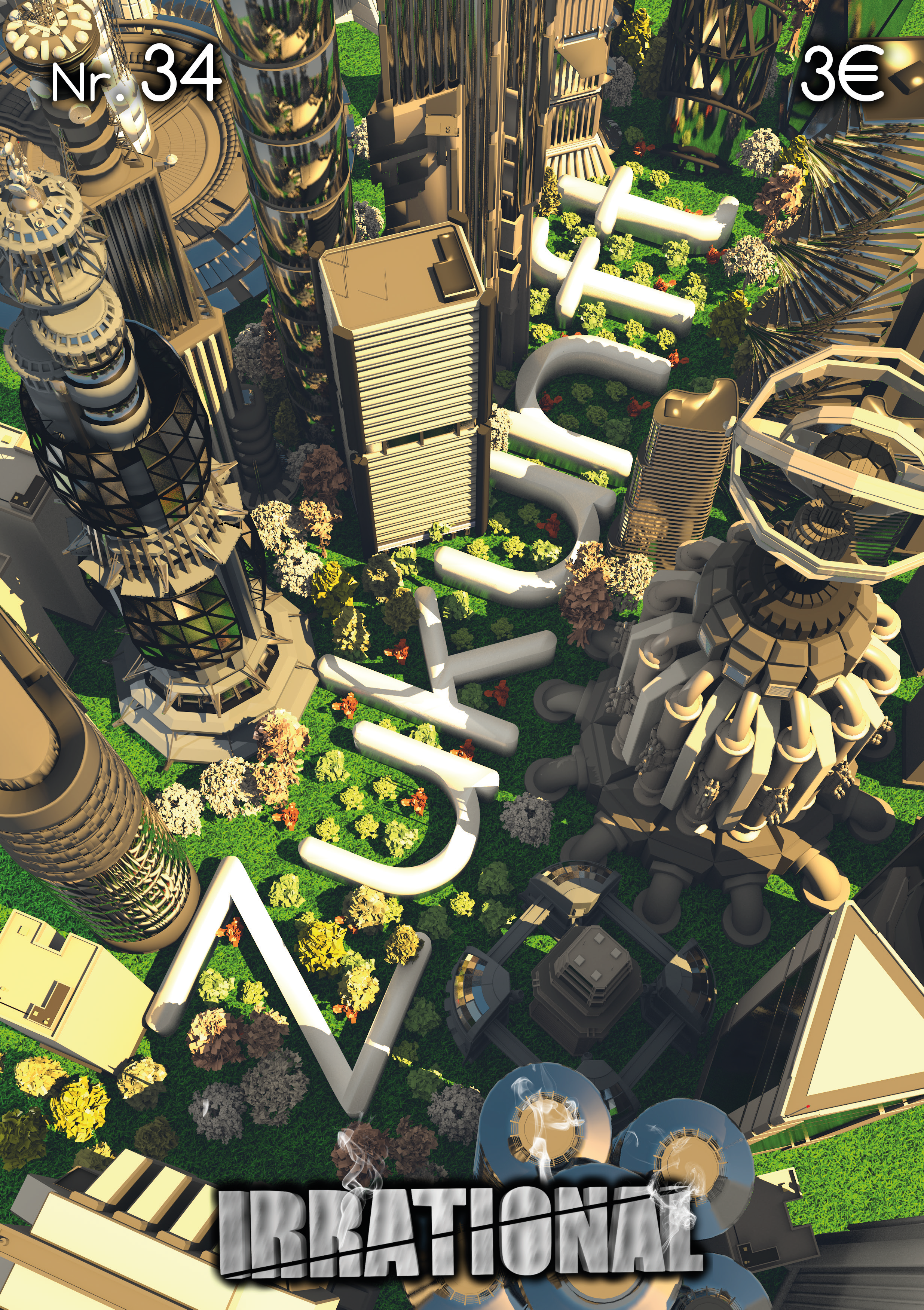
Cover der Schülerzeitung Irrational. Ausgabe 34 aus dem Jahr 2014.

Die Schülerzeitung des Holbein-Gymnasiums Augsburg hat den Namen Irrational und erscheint halbjährlich mit einer Auflage von 500 Exemplaren. Neben einer Vielzahl lokaler Preise im Regierungsbezirk Schwaben und Bayern hat die Schülerzeitung
- beim Schülerzeitungswettbewerb des Magazines Der Spiegel 2005 mit 1.200 Teilnehmern den dritten Platz in der Kategorie Design belegt
- beim Deutschen Schülerzeitungspreis der Jungen Presse 2006 mit 600 Teilnehmern unter Schirmherrschaft des RTL-Chefredakteurs Peter Kloeppel den sechsten Platz belegt
- beim Schülerzeitungswettbewerb des Magazines Der Spiegel 2009 den zweiten Platz in der Kategorie Heftinhalt, den sechsten Platz in der Gesamtwertung und den achten in der Kategorie Layout belegt
- beim bundesweiten Schülerzeitungswettbewerb der Bundesagentur für Arbeit und abi>> 2010 den ersten Platz belegt
- beim Schülerzeitungswettbewerb der Länder 2010 den ersten Platz belegt

## Bekannte Schüler
Königliche Polytechnische Schule
- Georg Krauß (1826–1906), Gründer der Lokomotivfabrik Krauss & Comp.
- Heinrich von Buz (1833–1918), Direktor der Maschinenfabrik Augsburg, spätere MAN, und Mitbegründer der Augsburger Localbahn und der Lech-Elektrizitätswerke
- Franz von Lenbach (1836–1904), Porträtmaler

Gewerbe- und Industrieschule
- Rudolf Diesel (1858–1913), Erfinder des Dieselmotors

Kreisrealschule
- Hans Karl August Simon von Euler-Chelpin (1873–1964) erhielt 1929 den Nobelpreis für Chemie

Oberrealschule / Holbein-Gymnasium
- Manfred Müller (1926–2015), ab 1972 Weihbischof in Augsburg, ab 1982 Bischof von Regensburg
- Roy Black (Gerhard Höllerich, 1943–1991), Schlagersänger
- Johann Deisenhofer (* 1943) erhielt 1988 den Nobelpreis für Chemie
- Uwe Lang (1943–2025), Buchautor und Herausgeber
- Roland Hetzer (* 1944), Herzchirurg, Ärztlicher Direktor des Deutschen Herzzentrums Berlin
- Manfred Broy (* 1949), Informatiker, Leibnizpreis der Deutschen Forschungsgemeinschaft für seine Leistungen in der Informatik im Jahre 1994, Träger der Konrad-Zuse-Medaille für Verdienste um die Informatik 2007
- Walter Erdelen (* 1951), seit 2001 beigeordneter Generaldirektor für Naturwissenschaften bei der UNESCO (Paris)

## Sonstiges
- Verschiedene Szenen des 2000 erschienenen Films Harte Jungs wurden an der Schule gedreht
- Die Schule besitzt seit Anfang 2007 eine eigene Mensa
- Seit einigen Jahren versucht die Schule durchzusetzen, dass die Hallstraße, die das Hauptgebäude von zwei Nebengebäuden trennt, wegen Lärm- und Schmutzbelästigung, Unfällen (darunter auch angefahrene Schüler) und des Fehlens eines adäquat großen Pausenhofes gesperrt wird bzw. zu einer verkehrsberuhigten Zone wird. Gemeinsam mit Aktivisten, teilweise aus dem Klimacamp Augsburg, wurde die Straße an einigen Freitagen unter dem Motto „Auto-Frei-Tag“ von 9:00 bis 12:00 gesperrt, um den Schülern eine Pause auf der Straße zu ermöglichen.[8]